# Беневоленский, Андрей Игнатьевич
Андрей Игнатьевич Беневоленский (1807, погост Унженский, Меленковский уезд, Владимирская губерния — 1880, Уфа, Российская империя) — русский церковный историк, профессор Казанской духовной академии, статский советник.

## Биография
Родился в 1807 году в Меленковском уезде Владимирской губернии. Его отец Игнатий Антонов был причетником (дьячком). Старший брат — Павел Беневоленский.
В 1823 году окончил Муромское духовное училище, а в 1827 году Владимирскую духовную семинарию. В 1831 году со степенью магистра богословия окончил Санкт-Петербургскую духовную академию.
Первоначально был назначен профессором церковной истории и немецкого языка в Уфимскую духовную семинарию, где преподавал с 1840 года преподавал ещё библейскую историю, литургику, каноническое право и русскую церковную историю. В 1839 году вышел из духовного звания и женился. Получил чин надворного советника. Имел деревянный дом в Уфе и имение с 10 крепостными, записанное на супругу.
16 сентября 1844 года, определением Священного Синода, был назначен ординарным профессором Казанской духовной академии по кафедре церковной истории. До 1846 года одновременно читал ещё и библейскую историю, а также был помощником инспектора Академии. В 1848 году был произведён в статские советники.
С 1850 году преподавал греческий язык (до 1854), каноническое право, а также вновь библейскую историю (до 1856 года). В «Православном Собеседнике» за 1855 год был напечатан его перевод послания св. Игнатия Богоносца к Ефесянам.
С 1853 года преподавал также священную герменевтику (до 1856 года), а также состоял членом внешнего правления академии. В последний год читал библейскую историю, патрологию и немецкий язык.
Весной 1857 года был уволен со службы с мундиром и пенсией. Новой службы не нашёл. Будучи сведущим преподавателем, запомнился больше странностями поведения и нелюбовью к нему ректоров Академии.
Скончался в 1880 году в Уфе.